# Anobium fulvicorne
Anobium fulvicorne är en skalbaggsart som beskrevs av Sturm 1837. Anobium fulvicorne ingår i släktet Anobium, och familjen trägnagare. Enligt den finländska rödlistan är arten starkt hotad i Finland. Enligt den svenska rödlistan är arten nära hotad i Sverige. Arten förekommer i Götaland, Gotland, Öland och Svealand. Artens livsmiljö är naturlundskogar.